# ŽRK Radnički Belgrade
Ženski Rukometni Klub Radnički Belgrade (em sérvio:  Женски рукометни клуб Раднички Београд) é um clube de handebol de Belgrado, Sérvia. O clube foi fundado em 1949, competindo inicialmente na liga local, é uma potência atual do handebol europeu feminino.

## Títulos

### EHF
- Campeãs: 1975/76, 1979/80, 1983/84
- Finalistas: 1980/81, 1981/82, 1982/83, 1984/85

### Liga Iugoslava
- 1972, 1973, 1975, 1976, 1977, 1978, 1979, 1980, 1981, 1982, 1983, 1984, 1986, 1987

### Copa Iugoslava/Sérvia
- 1970, 1973, 1975, 1976, 1979, 1983, 1985, 1986, 1990, 1991, 1992, 1994, 2003

## Notáveis Jogadaras
- Svetlana Kitić -
- Slavica Jeremić
- Bojana Radulović
- Nataliya Matryuk
- Andrea Lekić
- Sanja Damnjanović
- Tatjana Polajnar
- Svetlana Ognjenović
- Jelena Erić
- Mirjana Milenković
- Vesna Buđa

## Ligações Externas
- Sítio Oficial
- página na EHF